# 次巴拉康
次巴拉康（Tsepak Lha-khang），位于西藏自治区拉萨市城关区，是一座藏传佛教格鲁派寺院。

## 简介
沿着小昭寺路行走，在小昭寺寺门的南边，便是次巴拉康。次巴拉康紧邻小昭寺，位于小吉崩居委会内。次巴拉康门前有一座煨桑炉，香烟缭绕。
藏语“次巴拉康”不很精确的翻译即“长寿寺”或“无量寿佛寺”之意。历史上，该寺由喜德寺管理。
次巴拉康仅有一座佛堂，内供无量寿佛。据说这尊无量寿佛是拉萨最灵验的无量寿佛，也是拉萨最大的一尊无量寿佛。21世纪初，次巴拉康香火鼎盛。信众入殿祈祷、供养、顶礼之后，便开始转“廊热”，即按照顺时针方向绕佛堂而建的巷道，转经者有几岁就转几圈，据说可保平安长寿。另一种法是随力绕三圈、七圈等圈数。每天转“廊热”者川流不息。